# Pedro Luis Jaro Reguero
Pedro Luis Jaro Reguero (Madrid, 22 de febrer de 1963) és un futbolista professional madrileny retirat, actualment membre de l'equip tècnic del Reial Madrid. Jugava de porter i el seu primer equip va ser el Cadis CF.

## Trajectòria
Va iniciar la seva carrera en les files del madrileny CD Moscardó. El 1982, amb 19 anys, va fitxar pel Cadis CF, en aquells dies en la Segona divisió. En el seu primer any a l'equip groc va assolir l'ascens a Primera, encara que Jaro no va disposarde massa oportunitats per a jugar. La següent temporada es va mantenir com tercer porter suplent, per darrere de Claudio Silva i Andoni Cedrún. Així i tot, el tècnic Benito Joanet li va donar l'oportunitat de debutar el Primera en l'última jornada del campionat, quan ja s'havia consumat el descens del Cadis. Va ser el 29 d'abril de 1984, en un partit contra el RCD Mallorca.
Jaro va aconseguir la titularitat de la porteria cadista la temporada 1984/85, en la qual l'equip va tornar a Primera divisió. Jaro va defensar la porteria del Cadis CF durant tres temporades consecutives en la màxima categoria, encara que en la campanya 1986/87 es va veure relegat a la suplència per Bermell. La temporada 1987/88, amb Jaro en la porteria, el Cadis CF va realitzar la seva millor campanya en Primera divisió, acabant 12é.
L'estiu de 1988, després de sis anys a Cadis, Jaro va fitxar per altre club andalús de Primera divisió, el CD Màlaga. Va defensar com a titular la porteria de l'equip malagueny durant dos anys. La campanya 1989/90 el Màlaga va jugar una agònica promoció de permanència contra el RCD Espanyol, que es va decidir en la tanda de penalts. I encara que Jaro va detenir dos llançaments, el seu equip va acabar perdent la categoria. No obstant això, les seves bones actuacions en el club de la Costa del Sol no havien passat desapercebudes per als equips grans i poc després Jaro oficialitzava la seva incorporació al Reial Madrid, que en aquells dies era el vigent campió de la lliga espanyola.
En l'equip blanc va romandre quatre temporades, encara que mai va poder desbancar de la titularitat a Paco Buyo. A més, la seva estada el Reial Madrid va coincidir amb un període de sequera en el club, que només va conquistar una Supercopa d'Espanya (1990) i una Copa del Rei (1993).
L'estiu de 1994, després de passar un any en blanc, Jaro va fitxar pel Real Betis, on va tornar a jugar com a titular. En la seva primera temporada el club verd-i-blanc va acabar la lliga en tercera posició i Jaro va guanyar el Trofeu Zamora en ser el guardameta menys golejat de la competició. La campanya 1996/97 Jaro va perdre la titularitat en benefici de Toni Prats. No obstant això, el tècnic Llorenç Serra Ferrer li va confiar la titularitat en la final de Copa del Rei d'eixa temporada, que el Betis va disputar contra el FC Barcelona. Tot i acaronar el títol, els bètics finalment van caure 3-2 a la pròrroga. Poques setmanes després, Pedro Jaro, que en aquells dies tenia 34 anys, va decidir tornar a Madrid per a incorporar-se a l'Atlètic, on va passar dos anys com a suplent de Molina. El 1999 va penjar els guants.
Després de retirar-se com a jugador professional, va exercir d'entrenador de porters en el club matalasser. Després, va ocupar el mateix càrrec en les categories inferiors de la selecció espanyola i del Reial Madrid. Posteriorment, va passar a entrenar als porters del primer equip madridista. En 2010 va acompanyar Juande Ramos primer al FC Dnipro Dnipropetrovsk i després al Màlaga CF.

## Títols
| Títol               | Club         | Any  |
| ------------------- | ------------ | ---- |
| Supercopa d'Espanya | Reial Madrid | 1990 |
| Copa del Rei        | Reial Madrid | 1993 |

### Distincions individuals
| Distinció     | Club        | Any  |
| ------------- | ----------- | ---- |
| Trofeu Zamora | Reial Betis | 1995 |